# Guerra otomano-safávida (1623-1639)
La guerra otomano-safávida de 1623-1639 fue la última de una serie de conflictos que se libraron entre el Imperio Otomano y el Imperio Safávida, entonces los dos principales poderes del Cercano Oriente, sobre el control de Mesopotamia. Después del éxito inicial de los persas en recapturar Bagdad y la mayor parte del Irak moderno, habiéndolo perdido durante varios años, la guerra se convirtió en un estancamiento, ya que los persas no podían seguir avanzando en el Imperio Otomano y los mismos otomanos fueron distraídos por las guerras en Europa y debilitados por la agitación interna.
Con el tiempo, los otomanos fueron capaces de recuperar Bagdad, y finalmente aceptaron firmar la paz con el Tratado de Zuhab, que devolvió las fronteras de ambos imperios a la situación firmada en la Paz de Amasya de 1555, sin los avances otomanos en Persia conseguidos en la guerra otomano-safávida de 1578 a 1590 ni las conquistas persas Abás I sobre los otomanos de en la década de 1620.
Mesopotamia, a pesar de que partes de ella fueron tomadas varias veces más adelante de manera breve por los persas, notablemente por Nader Sah, permaneció de ahí en adelante en las manos otomanas hasta su pérdida en las consecuencias de la Primera Guerra Mundial.

## Contexto
A partir de 1514, año en que se encontraron en la batalla de Chaldiran y durante más de un siglo, el Imperio Otomano y el Imperio Safávida se dedicaron a la guerra casi constante sobre el control de Transcaucasia y Mesopotamia. Los dos estados eran los poderes más grandes de Asia Occidental, y la rivalidad fue alimentada por diferencias dogmáticas: los otomanos eran musulmanes sunníes, mientras que los safávidas eran chiitas de la secta Qizilbash, y vistos como herejes por los otomanos.
Después de que la batalla de Chaldiran eliminara la influencia safávida en Anatolia, durante la primera guerra otomano-safávida los otomanos conquistaron el Irak árabe, tomando Bagdad en 1534 y asegurando el reconocimiento de sus beneficios en la Paz de Amasya de 1555.
La paz duró dos décadas antes de que empezara otra guerra en 1578, aprovechando los otomanos que los persas se encontraban presionados por los shaybánidas que atacaban el Gran Jorasán, justo en su frontera contraria. Esta nueva guerra volvió a ser una derrota persa que terminó con el Tratado de Constantinopla en 1590 y una clara victoria otomana: Estos ocuparon Georgia, Revan, e incluso la antigua capital safávida Tabriz.
El nuevo sah persa, Abás I (reinado 1588–1629), reorganizó su ejército, levantando la nueva infantería  ghulam en imitación de los jenízaros, reclutados de decenas de miles de circasianos y georgianos, armados con el mejor equipo y entrenamiento, y bendijo su tiempo. En 1603, lanzó una ofensiva que retomó Tabriz, Azerbaiyán y Georgia en el mismo año. Los otomanos, distraídos por guerras con la monarquía de los Habsburgo en Europa (Guerra Larga), no pudieron ofrecer una resistencia efectiva y tras nueve años, debieron aceptar el Tratado de Nasuh Pasha en 1612, por el que perdían casi todo lo ganado en el Tratado de Constantinopla. En 1615, el gran visir otomano intentó revertir la situación atacando a los persas, pero al comenzar la campaña los tártaros de Crimea atacaron la frontera norte otomana, distrayendo a éstos. Con ello, los persas pudieron organizarse y cuando los otomanos volvieron a su campaña contra Tabriz, organizaron un ataque sorpresivo en la batalla de Sufiyan de 1618 que masacró al ejército otomano. Tras lo cual se firmó el Tratado de Serav, que mejoraba minimamente las condiciones territoriales para los persas y bajaba sus reparaciones de guerra a los otomanos a la mitad.
En 1622, después de una conclusión exitosa de la guerra contra los mogoles, y alentado por la agitación interna dentro del Imperio Otomano que siguió al asesinato del sultán Osman II, Abás resolvió atacar las posesiones otomanas en Mesopotamia, viendo la oportunidad de recuperar Bagdad, la ciudad perdida casi 90 años antes.

## La guerra
La oportunidad del sah vino con una serie de rebeliones en el Imperio otomano: Abaza Mehmed Bajá, el gobernador del Eyalato de Erzurum, se levantó en rebelión, mientras Bagdad había estado desde 1621 en las manos de un oficial jenízaro, el subashi Bakr, y sus seguidores. Bakr había buscado su reconocimiento como el bajá local por parte de la Sublime Puerta, pero el sultán había ordenado a Hafiz Ahmed Bajá, entonces beylerbey del eyalato de Diyarbekir, intervenir. Bakr entonces se volvió a Abás, quien envió tropas en ayuda de Bakr.
Para prevenir la captura persa de Bagdad, Hafiz Ahmed rápidamente restauró relaciones con Bakr, quien regresó a la lealtad otomana. En respuesta, los persas sitiaron Bagdad y la tomaron el 14 de enero de 1624, con la ayuda del hijo de Bakr, Muhammad. La caída de la ciudad fue seguida por la masacre de una gran parte de su población sunní, en un intento del sah por transformar Bagdad en una ciudad puramente chiita.
La caída de Bagdad fue un importante golpe al prestigio otomano. Guarniciones otomanas y las tribus locales comenzaron a desertar, y los persas pronto capturaron la mayoría de Mesopotamia, incluyendo las ciudades de Kirkuk y Mosul y los santos santuarios chiíes de Náyaf y Kerbala, los cuales el sah visitó. En 1625, Hafiz Ahmed Bajá, ahora Gran visir, marchó para retomar Bagdad. A pesar de una política de «tierra quemada» ordenada por el sah, el ejército otomano logró sitiar Bagdad en noviembre por tres lados. Los asaltos otomanos sobre la ciudad lograron penetrar en las fortificaciones exteriores, pero fallaron en tomar la ciudad antes de la llegada de un ejército de rescate liderado por el propio sah Abás. Los otomanos se retiraron entonces dentro de su campamento fortificado y continuaron procesando el sitio.
En respuesta, Abás decidió interceptar los convoyes de suministros otomanos. Esta estrategia dio sus frutos: los otomanos se vieron obligados a arriesgar un ataque contra el ejército persa, que fue rechazado con grandes pérdidas, y el 4 de julio de 1626, el ejército otomano levantó el sitio y se retiró a Mosul.

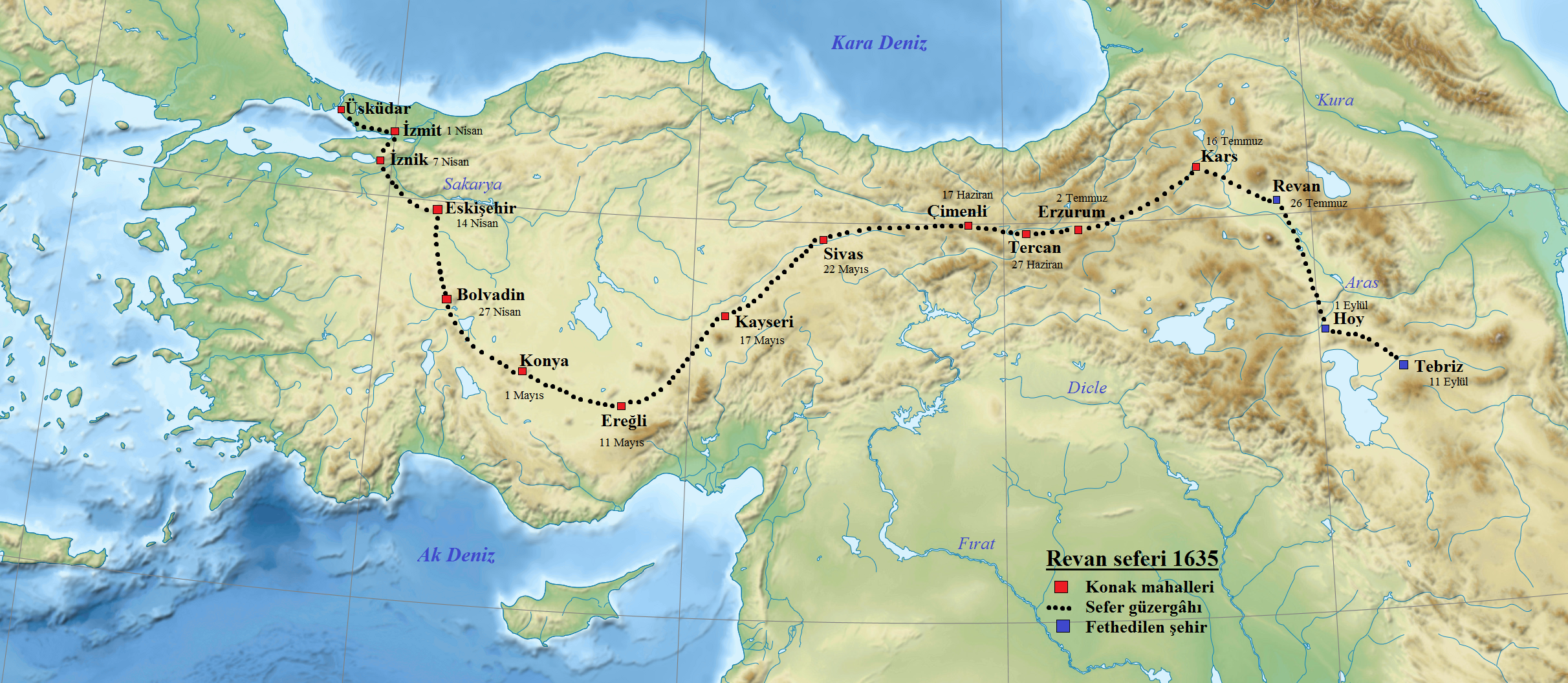
La campaña de Ereván (1635) (Revan en el mapa) estuvo dirigido por el sultán Murad IV y resultó en la captura de Ereván el 8 de agosto y Tabriz el 11 de septiembre.

En 1629, los otomanos, habiendo asegurado la paz con los Habsburgo, reunieron sus fuerzas para otra ofensiva bajo el nuevo y capaz Gran Visir Gazi Hüsrev Bajá. Un invierno severo y fuertes inundaciones hicieron imposibles las operaciones en el centro de Irak, y Hüsrev volvió a su ejército al este, invadiendo Persia propiamente dicha. El 4 de mayo de 1630 encaminó a los persas bajo Zainal Kan Begdeli Shamlu en la batalla en Mahidasht cerca de Kermanshah y procedió a saquear la ciudad de Hamadán. Hüsrev Pasha entonces viró hacia Bagdad y la asedió de junio a noviembre. Aun así el asedio tuvo que ser levantado pronto, cuando el inicio de otro invierno duro acechó sus líneas de comunicación. 
A raíz de su retirada, los persas restablecieron su control de Mesopotamia y sometieron a las poblaciones kurdas rebeldes. En los años siguientes se produjeron incursiones y escaramuzas constantes, sin que ninguna de las partes reivindicara ninguna ventaja decisiva. El nuevo sah Safi envió una delegación de paz a la corte otomana, pero el nuevo Gran Visir, Tabanıyassi Mehmed Bajá, rechazó sus demandas.
Los otomanos decidieron agitar el frente caucásico persa en 1633, apoyando a los reinos georgianos vasallos de Kartli y Kajetia para unirse en una revuelta contra el dominio safávida con el liderazgo de Teimuraz. En 1634, los persas enviaron al general Cosroes Mirza, de origen georgiano, que derrotó contundentemente a las fuerzas de Teimuraz, quine hubo de refugiarse en Imericia, reino georgiano vasallo de los otomanos. Cosroes Mirza, también conocido como Rustam o Rustam Kan, quedó como virrey de Kartli y nominalmente de Kajetia, aunque nunca ejerció el título y, de hecho, interino frente al sah para que reconociese nuevamente a Teimuraz como rey vasallo de Kajetia, cosa que hizo en 1638, si bien el georgiano conspiró con el zar ruso Miguel I para convertir Kajetia en un protectorado ruso que no se llegó a materializar.
En 1635, en un esfuerzo consciente para emular a sus predecesores guerreros, el sultán Murad IV tomó el liderazgo del ejército. Los otomanos tomaron Reván (del 26 de julio al 8 de agosto) y saquearon Tabriz (11 de septiembre). El sultán regresó triunfante a Constantinopla, pero sus victorias fueron de corta duración: en la primavera del año siguiente, el sah Safi retomó Reván y derrotó al ejército otomano.
Las renovadas propuestas de paz persas fracasaron, y en 1638, otra vez Murad dirigió personalmente un ejército, esta vez contra Bagdad. La ciudad cayó en diciembre después de un asedio de 39 días, restaurando efectivamente el control otomano sobre Mesopotamia, y las negociaciones de paz comenzaron poco después.

## Consecuencias
El Tratado de Zuhab, concluido el 17 de mayo de 1639, finalmente estableció la frontera otomano-persa, con Irak permanentemente cedido a los otomanos. Mesopotamia, que había formado parte importante de varios imperios persas de la época de los aqueménidas, fue irrevocablemente perdida. Armenia oriental permaneció persa, y las ganancias otomanas en Georgia occidental y la cesión de Armenia occidental fueron reconocidas. En términos generales, el Tratado de Zuhab reafirmó las disposiciones del Tratado de Amasya de 1555 al que ya hacían referencia los anteriores tratados de Nasu Pasha (1612) y Serav (1618). La paz estableció un equilibrio permanente de poder en la región, ya pesar de futuros conflictos y ajustes menores, la frontera postulada por el tratado sigue siendo hasta el día de hoy la frontera occidental de Irán con Irak y Turquía.